# Єпархія Півдня
Єпархія Далласа і Півдня (англ. Diocese of the South, Далласька і Південна єпархія) — єпархія Православної церкви в Америці на території штатів Алабама, Арканзас, Флорида, Джорджія, Кентуккі, Луїзіана, Міссісіпі, Північна і Південна Кароліна, Нью-Мексико, Оклахома, Теннессі, Техас і Вірджинія .
Кафедральне місто — Даллас.
Кафедральний собор — Серафимовський (Даллас).

## Історія
Заснована в складі Православної церкви в Америці в 1978 році. Її юрисдикція поширювалась на 14 південних штатів США. На час заснування, нова єпархія складалася з декількох храмів у штатах Флорида і Техас, а також зі жменьки місій. Під проводом архієпископа Димитрія (Ройстера) єпархія була однією з єпархій Православної церкви в Америці, що найбільш активно розвивалися.
На 2012 рік включала 82 парафій і місій, об'єднаних у 6 благочинь, а також 3 монастиря.

## Єпископи
- Димитрій (Ройстер) (1 липня 1978 — 31 березня 2009)
- Іона (Паффгаузен) (31 березня 2009 — 24 лютого 2011) в. о, архиєп. Вашингтонський, митрополит всієї Америки і Канади
- Никон (Лайолін) (24 лютого 2011 — 18 березня 2015) в. о, архиєп. Бостонський
- Тихон (Моллард) (18 березня 2015 — 29 березня 2016) в. о, митрополит всієї Америки і Канади
- Олександр (Голіцин) (з 29 березня 2016)

## Благочиння
- Аппалачське
- Кароліни
- Центральної Флориди
- Південно-центральне
- Південно-східне
- Південної Флориди

## Монастирі
- Михайло-Архангельський монастир (чоловічий; округ Ріо-Арріба, Нью-Мексико)
- Христо-Різдвяний монастир (жіночий; Кемп, Техас)
- Марфо-Маріїнський монастир (жіночий; Wagener, Південна Кароліна)

На території єпархії також знаходиться ставропігійний Покровський монастир у місцевості Вівервілл, штат Каліфорнія, який прийняли з унії в 2003 році.